# Phronimopsis spinifera
Phronimopsis spinifera is een vlokreeftensoort uit de familie van de Lestrigonidae. De wetenschappelijke naam van de soort is voor het eerst geldig gepubliceerd in 1879 door Claus.